# Vinstra (Fluss)
Die Vinstra ist ein rechter Nebenfluss des Gudbrandsdalslågen im Fylke Innlandet. Der Fluss ist 128,82 km lang und hat ein Einzugsgebiet von 1.593 Quadratkilometern. Er mündet in diesen in der Ortschaft Vinstra.
Die Wasserkraftwerke Øvre Vinstra und Nedre Vinstra nutzen den Fluss zur Stromerzeugung.
Die Seen Bygdin und Vinstre liegen in seinem Einzugsgebiet.

## Wasserkraftwerke
| Name          | Fertig- stellung | Fallhöhe in m | Leistung in MW | Jahresleistung in GWh | Betreiber            |
| ------------- | ---------------- | ------------- | -------------- | --------------------- | -------------------- |
| Øvre Vinstra  | 1959             | 339           | 140            | 625                   | Opplandskraft DA     |
| Nedre Vinstra | 1958             | 448           | 300            | 1100                  | Vinstra kraftselskap |